# Aleksandr Bieltiukow
Aleksandr Nikołajewicz Bieltiukow, ros. Александр Николаевич Бельтюков (ur. 4 października 1971) – rosyjski hokeista.

## Kariera
- Olimpija Kirowo-Czepieck (wychowanek, 1993-1994)
- Siewierstal Czerepowiec (1996-1997)
- Olimpija Kirowo-Czepieck (1997/1999)
- Dinamo-Eniergija Jekaterynburg (1998-1999)
- Stoczniowiec Gdańsk (1999-2000)

Występował w ekstralidze polskiej w sezonie 1999/2000 w barwach Stoczniowca Gdańsk.

## Osiągnięcia
Indywidualne
- Ekstraliga polska w hokeju na lodzie (1999/2000):
  - Trzecie miejsce w klasyfikacji strzelców w sezonie zasadniczym: 21 gole[1]